# Makabreska
Makabreska – utwór literacki, zwykle sceniczny, w którym dominują elementy grozy, groteski i czarnego humoru.
Przykładem makabreski są niektóre utwory Edgara Allana Poego, Rolanda Topora czy twórczość Tima Burtona.